# Oberstammheim
Oberstammheim är en ort i kommunen Stammheim i kantonen Zürich i Schweiz. Den ligger cirka 14 kilometer sydost om Schaffhausen och är sammanvuxen med orten Unterstammheim. Orten har 1 201 invånare (2023).
Orten var före den 1 januari 2019 en egen kommun, men slogs då samman med kommunerna Unterstammheim och Waltalingen till den nya kommunen Stammheim.